# Center Township (Allamakee County, Iowa)
Die Center Township ist eine von 18 Townships im Allamakee County im Nordosten des US-amerikanischen Bundesstaates Iowa. Die Township hat 329 Einwohner auf einer Fläche von 94,26 km² und liegt 226 m hoch. Ein paar Kilometer östlich der Township verläuft der Oberlauf des Mississippi, der die Grenze zu Wisconsin bildet.